# Emily Watson
Emily Margaret Watson (Islington, Londen, 14 januari 1967) is een Engels actrice.

## Biografie
Ze maakte haar debuut op het witte doek als Bess McNeill in Lars von Triers Breaking the Waves. Hiervoor werd ze genomineerd voor een Oscar, evenals twee jaar later voor haar rol als celliste Jacqueline du Pré in Hilary and Jackie. Meer dan vijftien acteerprijzen werden Watson daadwerkelijk toegekend, waaronder een European Film Award, een Satellite Award en een Screen Actors Guild Award.
Watson leerde zichzelf cello spelen voor haar rol in Hilary and Jackie. Ze is getrouwd met Jack Waters sinds 1995. In 2005 kregen ze een dochter.